# Ro (isola)
Ro (in greco Ρω?), chiamata anche Hagios Georgios (in greco Άγιος Γεώργιος?, in Italiano San Giorgio, desueto), anticamente Rogi (in greco Ρώγη ?) o Ropi (in greco Ρόπη?) è una piccola isola greca nel Mediterraneo orientale, più precisamente nel Mar di Levante. Situata a ovest di Castelrosso, dal cui comune essa dipende, Ro fa parte della regione amministrativa dell'Egeo Meridionale.

## Geografia
L'isolotto roccioso, coperto da una rada macchia mediterranea, si trova a circa 120 chilometri a est di Rodi, a 5 km a ovest dell'isola di Kastellorizo e a 5,6 km a sud del tratto di costa turca sita fra le cittadine di Kaş e Kalkan. Ro ha una lunghezza di 2,63 km e una larghezza massima di 1,1 km, mentre il punto più stretto misura circa 300 m. La più alta elevazione dell'isola, che è estesa 1476 km², viene raggiunta a ovest con 87 m. Ro possiede due baie: Frangolimiona (in greco Φραγκολιμιώνα?) a sud e il piccolo porto di Agios Georgios con una cappella dedicata al santo a nord-ovest. Adiacente all'isola a oriente si trova l'isolotto di Tragonera (in greco Τραγονέρα?), mentre a breve distanza a sudest è situato lo scoglio di Savoura (in greco Σαβούρα?).
I turchi chiamano l'isola Karaada ("Isola nera").

## Storia
Storicamente Ro seguì la sorte della vicina Castelrosso. La scoperta di un torchio per l'uva risalente al IV secolo a.C. indica un'attività agricola. Nell'antichità, l'isola fungeva, insieme a Strongili, da anello nella catena degli osservatori militari del dominio rodio. Una piccola fortificazione (in greco antico: πύργο-φρυκτωρία?) costituita da una torre rettangolare centrale, originariamente a due piani, venne costruita sulla sommità della collina più elevata. Il suo muro raggiunge un'altezza di circa 4 m, ed è costruito con il sistema isodomo. Sul lato interno le mura sono rinforzate con pietre arrotondate più piccole, mentre le riparazioni e la manutenzione risalgono al periodo bizantino e alla dominazione dei cavalieri di Rodi.
Il doppio recinto esterno e le mura robuste testimoniano che il forte non fungeva solo da phryctoria, ma era un'importante posizione strategica. All'interno si trova un serbatoio rivestito con malta idraulica ("kouramani"). Esso risale al 4 ° secolo a.C.. Negli ultimi anni è nata una leggenda che afferma che il forte fu utilizzato da Lambros Katsonis come base nella guerriglia contro gli Ottomani dal 1788 al 1792.
Durante la prima guerra mondiale, il 28 dicembre 1915, Castelrosso, sino a quel giorno ottomana, venne occupata da forze francesi. Dopo che l'isola di Castelrosso venne ceduta dalla Francia all'Italia col trattato di Sèvres, lo stato di Ro e degli isolotti adiacenti rimase indefinito, essendo essi disputati fra l'Italia e la Turchia. La convenzione del 1932 tra l'Italia e la Turchia che definì il confine marittimo tra le due potenze nell'Egeo e nel Mar di Levante, la attribuì alla prima, e Ro venne a far parte delle isole italiane dell'Egeo. Nel 1947 l'isola venne ceduta alla Grecia.
L'isola è rimasta disabitata per la maggior parte della storia, sino all'arrivo sull'isola della patriota greca che la rese famosa, Despina Achladioti. Questa donna, nota più tardi come "La signora di Ro", soleva issare ogni mattina una bandiera ellenica, chiaramente visibile dalla costa turca. Quest'atto di patriottismo, che rese Despina famosa in tutta la Grecia, proseguì fino al 1982, anno della sua morte.
Una piccola unità greca è ora dislocata sull'isolotto, con il compito principale di continuare la tradizione dell'alzabandiera iniziata dalla Achladioti.